# Band-e Kaisar
Der Band-e Kaisar (persisch بند قیصر, ‚Caesars Damm‘), die Brücke des Valerian oder Schadrawan-Brücke (پل شادروان) war ein antikes Brückenwehr, eine Verbindung aus Bogenbrücke und Stauwehr, in Schuschtar (Iran). Das von römischen Arbeitern, die als sassanidische Kriegsgefangene arbeiten mussten, errichtete Bauwerk war das erste seiner Art in Iran; tief im persischen Hinterland gelegen, stellt es zudem die östlichste Römerbrücke und römische Staumauer dar. Die Mehrzweckanlage übte einen tiefen Einfluss auf den iranischen Ingenieurbau aus und trug maßgeblich zur Entwicklung der sassanidischen Wasserbaukunst bei.
Das ungefähr 500 m lange Überfallwehr über den Karun, Irans wasserreichsten Fluss, war das Kernstück des Historischen Bewässerungssystems von Schuschtar (سازه‌های آبی شوشتر), eines großen Bewässerungskomplexes, auf dem die landwirtschaftliche Produktivität von Schuschtar beruhte, und der 2009 von der UNESCO zum Weltkulturerbe erklärt wurde. Auf dem bogenförmigen Überbau führte die wichtige Straße von Pasargadae zur sassanidischen Hauptstadt Ktesiphon entlang. Die in der islamischen Epoche häufig instandgesetzte Brücke blieb bis zum späten 19. Jahrhundert in Betrieb.

## Geschichte und Bedeutung
Der Band-e Kaisar ist der persischen Überlieferung zufolge nach dem römischen Kaiser Valerian (253–260 n. Chr.) benannt, der in der Schlacht von Edessa (260) mit seiner gesamten Armee in sassanidische Kriegsgefangenschaft geriet. Die überlebenden Gefangenen dieser Streitmacht, die vor der Schlacht etwa 70.000 Mann einschließlich des römischen Ingenieurkorps umfasst haben könnte, wurde vom sassanidischen Herrscher Schapur I. zum Arbeitsdienst nach Schuschtar, einem bedeutenden Landwirtschaftszentrum in Südwestiran, abkommandiert. Zur Bewässerung der weiten Anbauflächen, insgesamt ungefähr 150.000 Hektar, errichteten die römischen Arbeiterschaften drei verschiedene Bauwerke: einen Kanal namens Ab-i Gargar und die beiden Staudämme Band-e Kaisar und Band-e Mizan zur Umleitung des Flusswassers in den künstlichen Wasserlauf.
Die Überlieferung dieser Geschichte stammt von den moslemischen Historikern Tabari und Masudi im 9. und 10. Jahrhundert. Obgleich deren Bericht unverkennbar romanhafte Züge trägt, hat die historische Anwesenheit der Römer in der Gegend auch etymologische Spuren hinterlassen, wie etwa in einem nahegelegenen Dorf namens „Roumischgan“ oder den „Rumian“, der Bezeichnung eines ortsansässigen Stamms der Luren. Überdies schreibt die lokale Tradition den Römern die Entstehung einiger Volksbräuche sowie die Einführung bestimmter Handwerke zu, wie etwa die Herstellung von Brokatstoff.
In der sassanidischen Ära gehörte das Brückenwehr bei Schuschtar zu der Straßenverbindung zwischen den beiden Machtzentren Pasargadae und Ktesiphon. Es wird angenommen, dass zwei weitere sassanidische Dammbrücken entlang des Weges, der Pa-i Pol über den Karche und die Brücke bei Dezful über den Ab-i Diz, ebenfalls zu jener Zeit von römischen Kriegsgefangenen errichtet wurden; dafür spricht, dass beide Bauwerke aus typisch römischem, mit Mörtel verbundenem Mauerwerk errichtet wurden, einer Bautechnik, die in der einheimischen Architektur völlig unbekannt war.
Das dem römischen Vorbild entlehnte Kombinationsprinzip des Brückendamms wurde in der Folgezeit von iranischen Wasserbauingenieuren bei fast allen Stauwehren angewendet und fand um 980 seinen Höhepunkt und Abschluss im heute noch stehenden Band-e Amir bei Schiras.

## Weitere Bilder

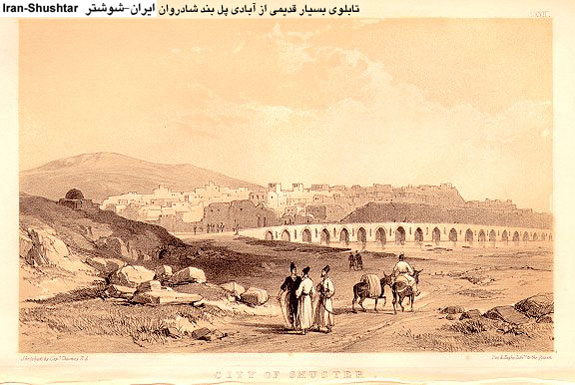
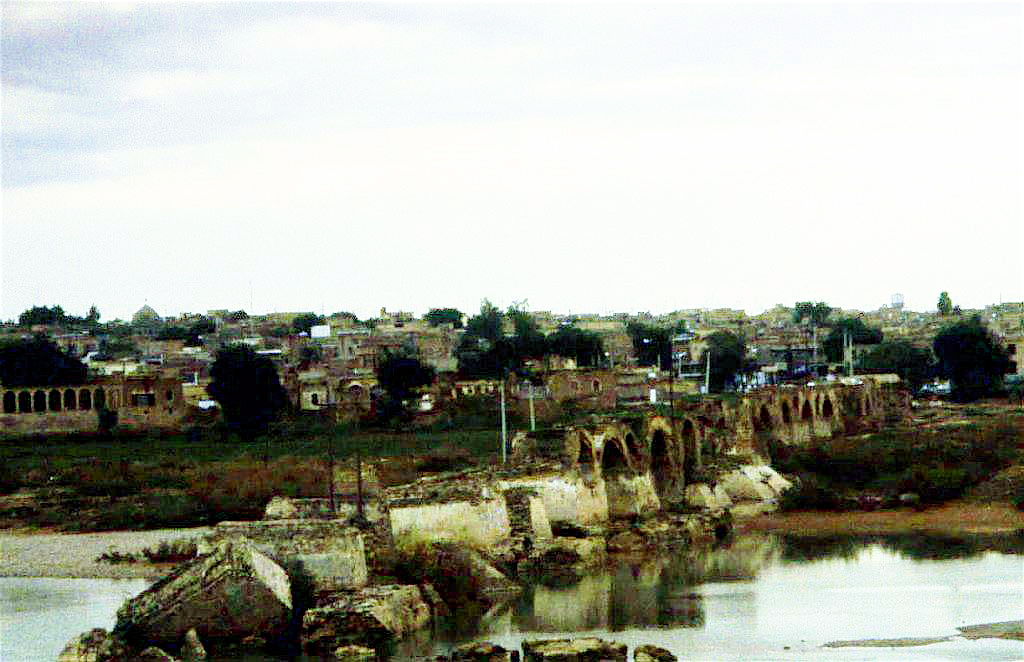
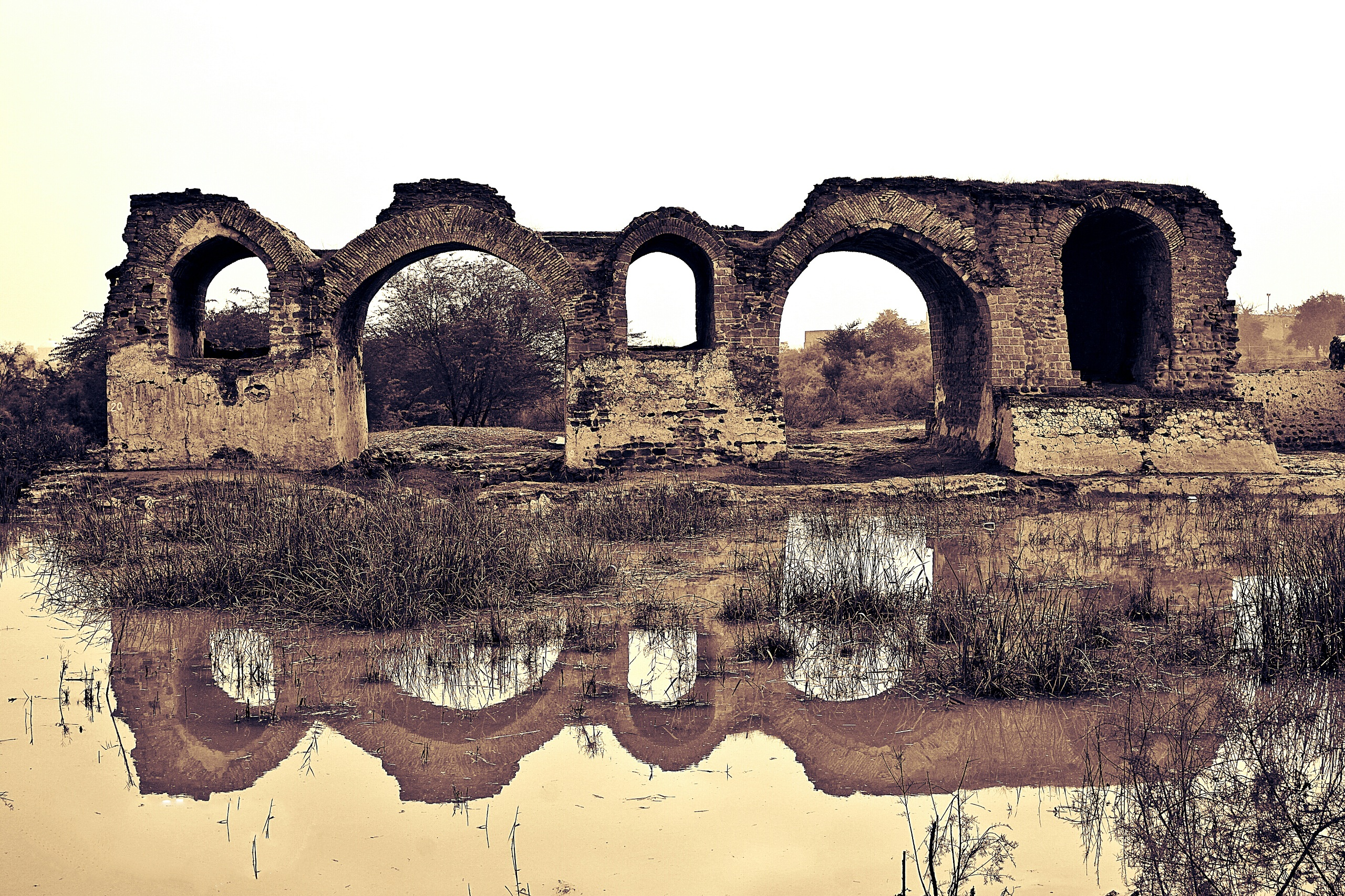
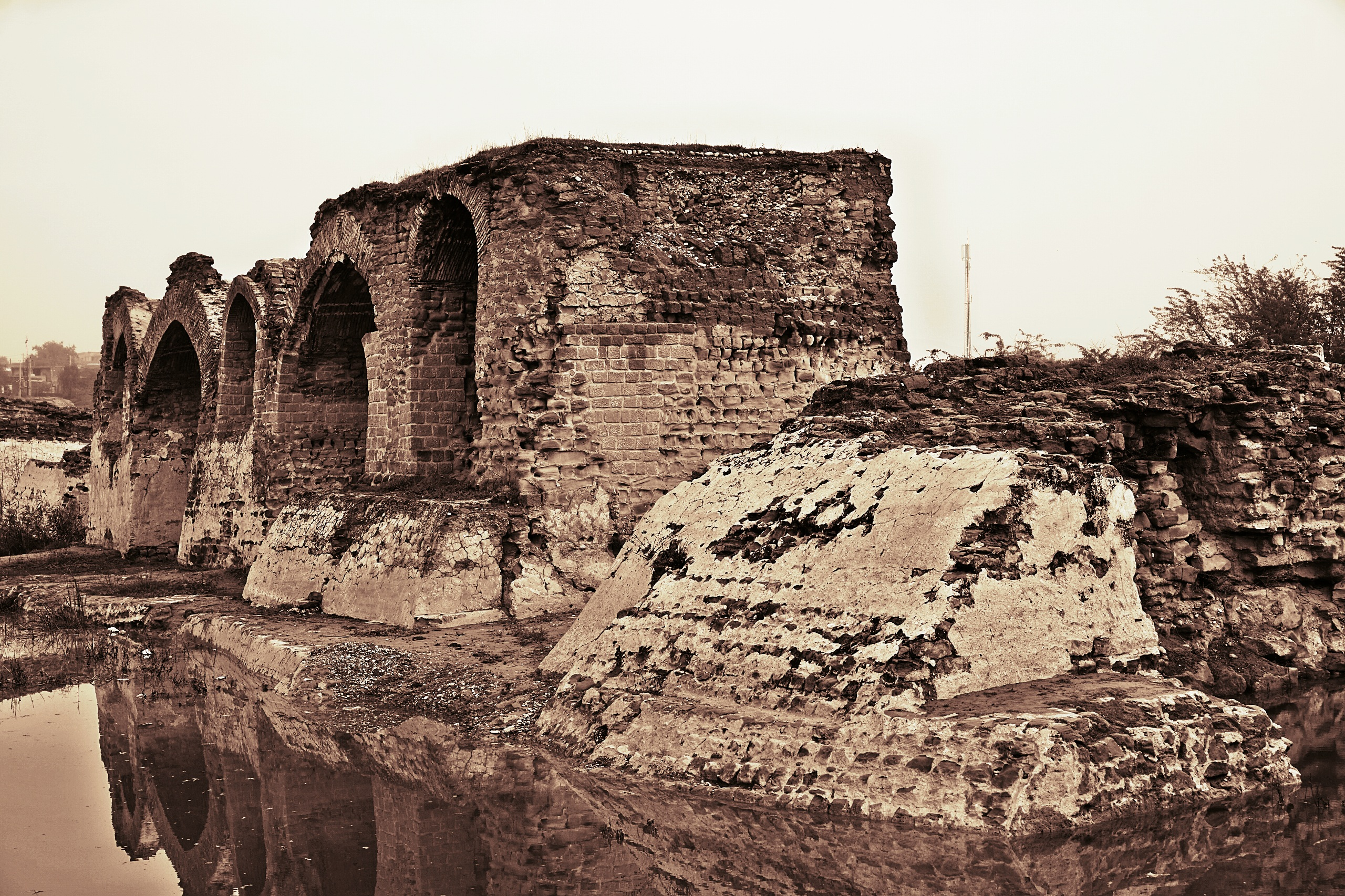
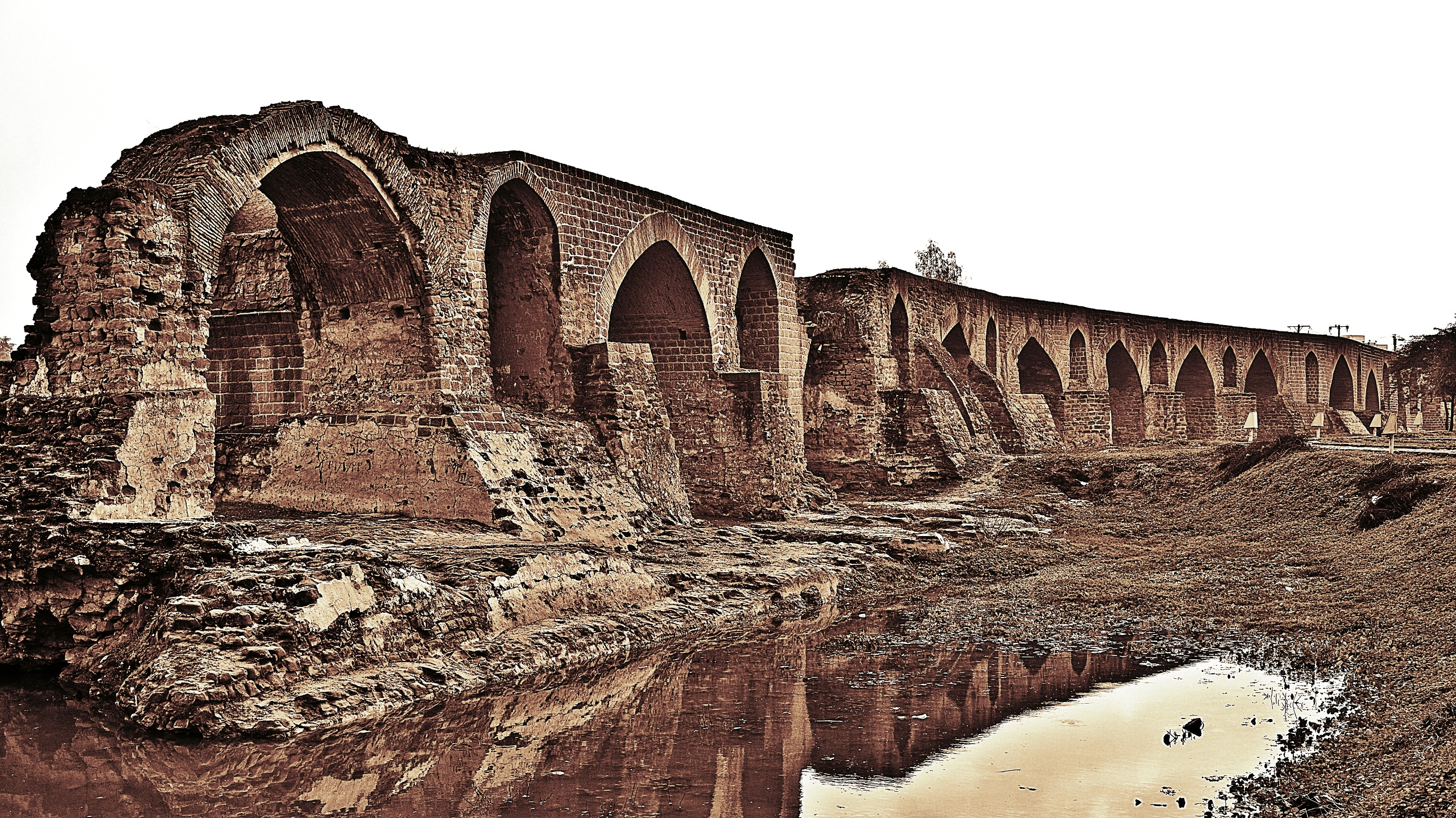

## Konstruktion
Der Ort Schuschtar liegt auf einem Felsplateau über dem Karun, dem wasserreichsten Fluss Irans. Ein erster Versuch der Sassaniden, einen Damm zur Abzweigung des Flusswassers in die Stadt und auf ihre ausgedehnten Agrarflächen zu bauen, schlug fehl. Der von den römischen Arbeitern in Angriff genommene Bewässerungsplan bestand aus drei Stufen: Zunächst wurde der Fluss oberhalb der Staudamm-Baustelle in den Ab-i Gargar-Kanal umgeleitet, der sich durch die intensiv bewirtschafteten Obstplantagen (Mianâb, „Paradies“, genannt) windet, bis er ungefähr 50 km südlich wieder in den Karun mündet.
Anschließend wurde quer über das trockengelegte Flussbett der Band-e Kaisar gebaut; sein schlängelnder Kurs wird aus dem Bestreben der Baumeister erklärt, im anstehenden Sandstein einen hinreichend festen Untergrund für die Fundamente des Baus zu finden. Da das Wasser unaufhörlich über die Dammkrone hinwegfließt, ist der Band-e Kaisar genaugenommen kein Staudamm, sondern ein Stauwehr. Schätzungen der Stauhöhe der Anlage bewegen sich im Bereich von einigen Fuß bis zu 7–10 m; der tatsächliche Wasserpegel dürfte am ehesten bei 3–4 m gelegen haben, was während der Trockenzeit für die Ableitung des Wassers zu beiden Seiten des Flusses ausreichend hoch war. Trotz seiner bescheidenen Höhe besaß das Wehr eine ziemlich große Wandstärke (9–10 m), um die darüberführende Bogenarkade tragen zu können.
Über das Stauwehr lief eine 500 m lange Straße, die von mindestens vierzig Bögen getragen wurde. Die Spitzbögen, die heutzutage die Erscheinung der Ruine prägen, legen Zeugnis von den zahlreichen Rekonstruktions- und Reparaturarbeiten in islamischer Zeit ab. Die durchschnittliche lichte Bogenweite des Pol-e Kaisar variierte zwischen 6,6 und 9 m.
Die rechteckigen Pfeiler waren an ihrer Oberstromseite durch spitz zulaufende Wellenbrecher geschützt und besaßen im Oberbereich bogenförmige Wasserdurchlässe. Mit einer Breite von 5 bis 6,4 m verengten sie den Flussquerschnitt um beinahe die Hälfte, deutlich stärker als bei Römerbrücken im Reichsgebiet, deren Pfeilerstärken normalerweise bei einem Viertel der Gesamtlänge der Brücke lagen und einen Wert von einem Drittel nicht überschritten.
Die Außenverkleidung der Brückenpfeiler und des Fundaments besteht aus Sandsteinblöcken, die mit Mörtel und Eisenklammern verbunden wurden. Der Kern wurde wie bei der Brücke von Pa-i pol auch mit römischem Beton ausgefüllt. Auf der Stromseite wurde das Flussbett vermutlich als Vorkehr gegen die Unterspülung der Brückenfundamente mit großen Steinplatten ausgelegt. Eine alte persische Bezeichnung des Damms, „Shadirwan“, leitet sich von dieser Pflasterung ab.
Als dritter Schritt erfolgte – womöglich erst in späterer Zeit – flussaufwärts der Bau des Band-e Mizans, eines kleineren Stauwerks, das der Regulierung des Wasserabflusses in den Ab-i Gargar-Kanal diente. Insgesamt benötigten die römischen Bautrupps für die Konstruktion des antiken Wasserbaukomplexes von Schuschtar je nach Schätzung zwischen drei und sieben Jahren.